# バーレーン国防軍
バーレーン国防軍（バーレーンこくぼうぐん、アラビア語: قوة دفاع البحرين、英語: Bahrain Defence Force）は、バーレーン王国の軍事組織。バーレーン陸軍、バーレーン海軍、バーレーン空軍、バーレーン医療部隊、バーレーン親衛隊で構成される。
憲法上、国家元首たる国王を最高司令官とする。2008年1月6日、王政令によってサルマーン・ビン・ハマド・アール・ハリーファ皇太子が副最高司令官、ハリーファ・ビン・アフマド・アル・ハリーファ元帥が総司令官にそれぞれ任命された。
安全保障に関する最高意思決定は、最高国防会議によって行われる。

## 歴史
1971年8月14日にイギリスの保護国から独立したバーレーンは、小規模な軍事力しか保有しておらず、1972年頃の総兵力は1,100人で、陸軍は1個歩兵中隊、1個装甲車中隊及び1個対戦車小隊で編成され、海軍は数隻の哨戒艇を保有していたが、空軍は編成されていなかった。
1978年に発生した隣国イランで発生したイスラム革命後、新しい国防計画が策定された。1982年に湾岸協力会議（GCC）は、バーレーンの防衛力を改善するため17億ドルを拠出した。1999年以降のバーレーンの国防費は安定しており、年間約3億2,000万ドルが支出されている。

## 構成

### バーレーン陸軍

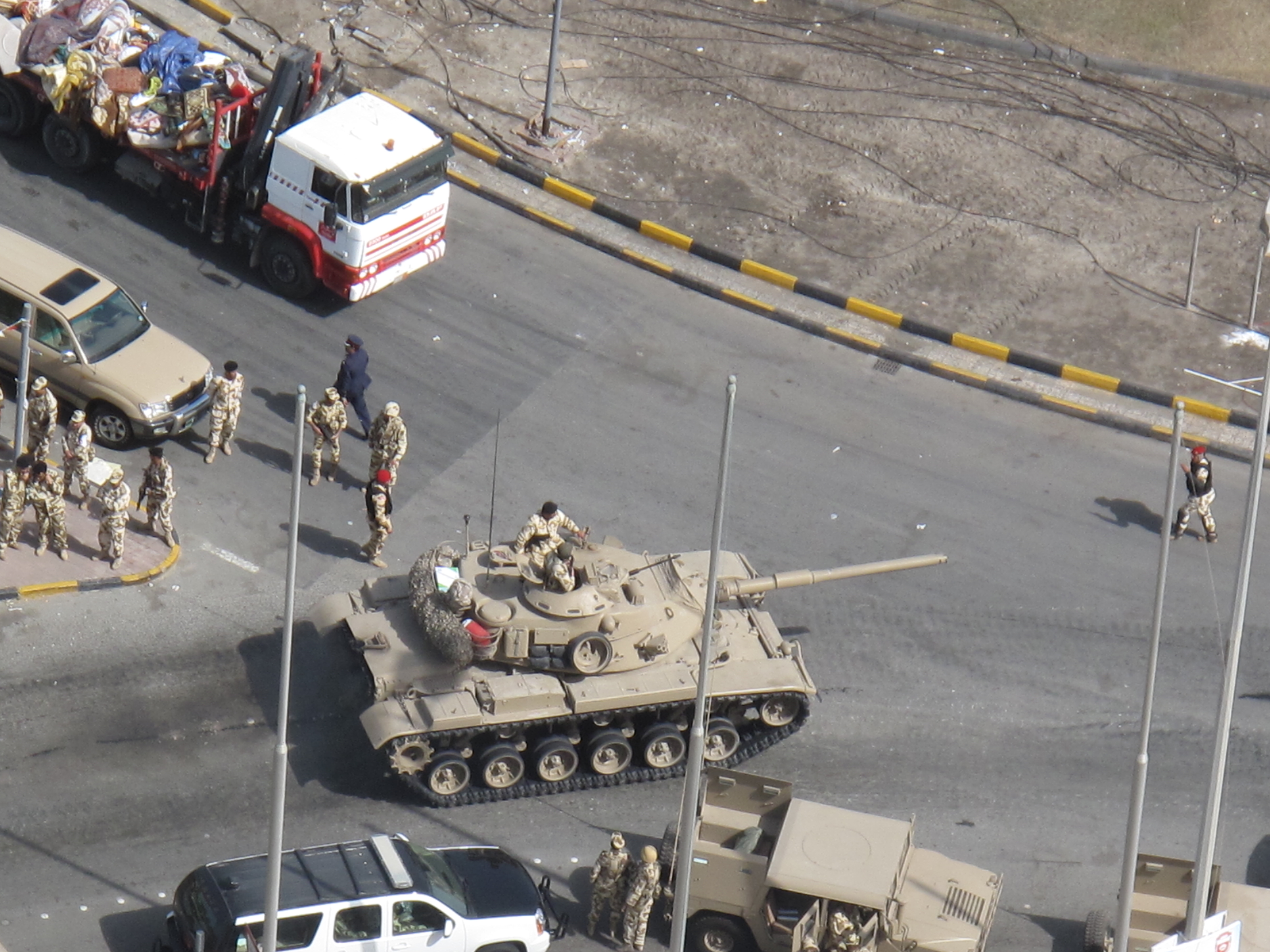
M60A3戦車

バーレーン陸軍は6,000人の兵力を保有する。1個機甲旅団、1個機械化歩兵旅団、1個砲兵旅団、1個防空大隊、1個特殊作戦大隊で構成される。
アメリカ製M60A3戦車、M113A2装甲兵員輸送車やフランス製パナール M3装甲兵員輸送車など欧米製装備品のほか、コブラ軽装輪装甲車、アクレプ軽装輪装甲車などトルコ製装備品の導入を行っている。

### バーレーン海軍

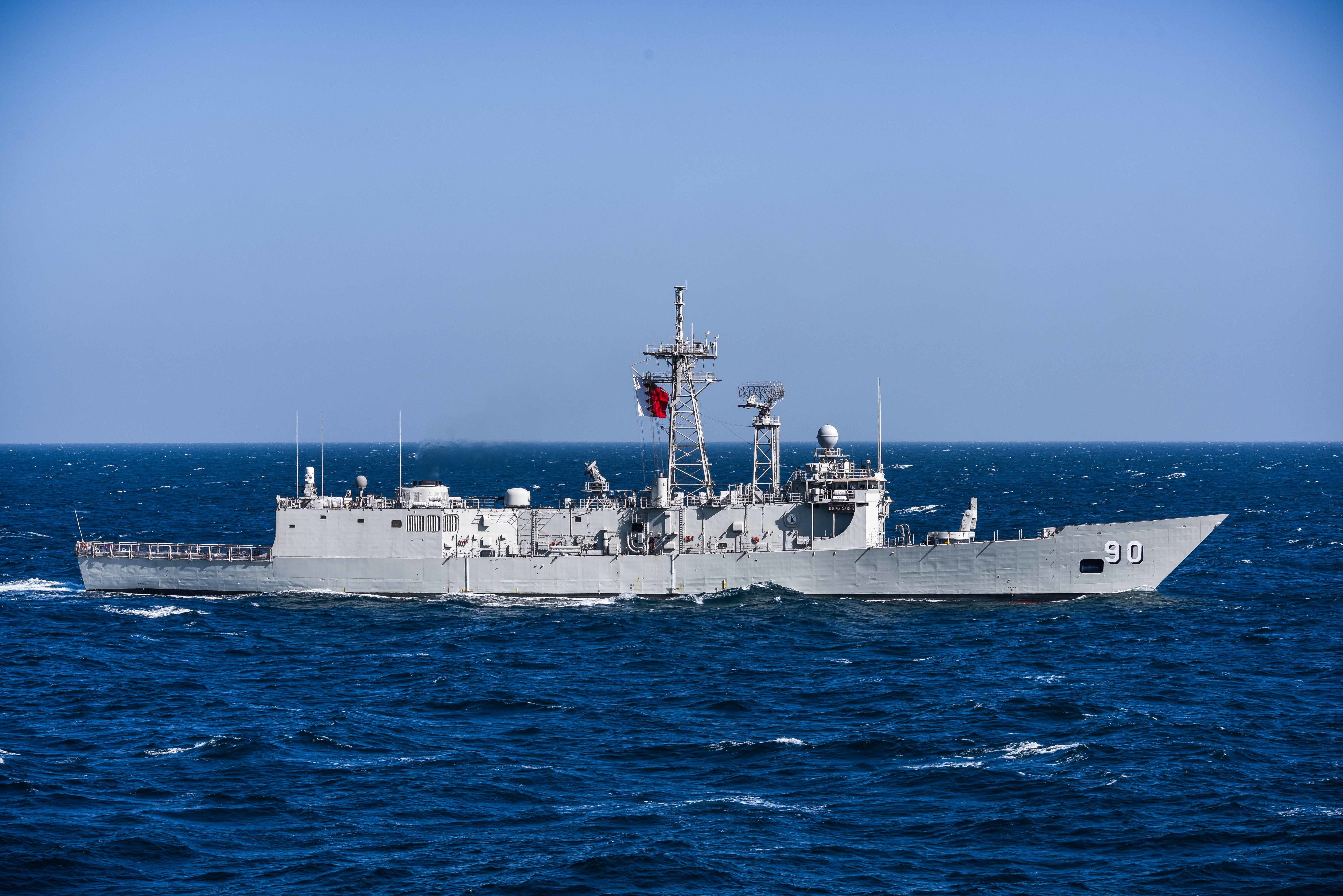
フリゲート「サバ」

バーレーン海軍は700人の兵力を保有している。旧アメリカ海軍のオリバー・ハザード・ペリー級ミサイルフリゲート1隻、アル・マナマ級コルベット2隻、アハマド・アル・ファテフ級ミサイル艇4隻など、20隻の戦闘艦艇を有する。

### バーレーン空軍

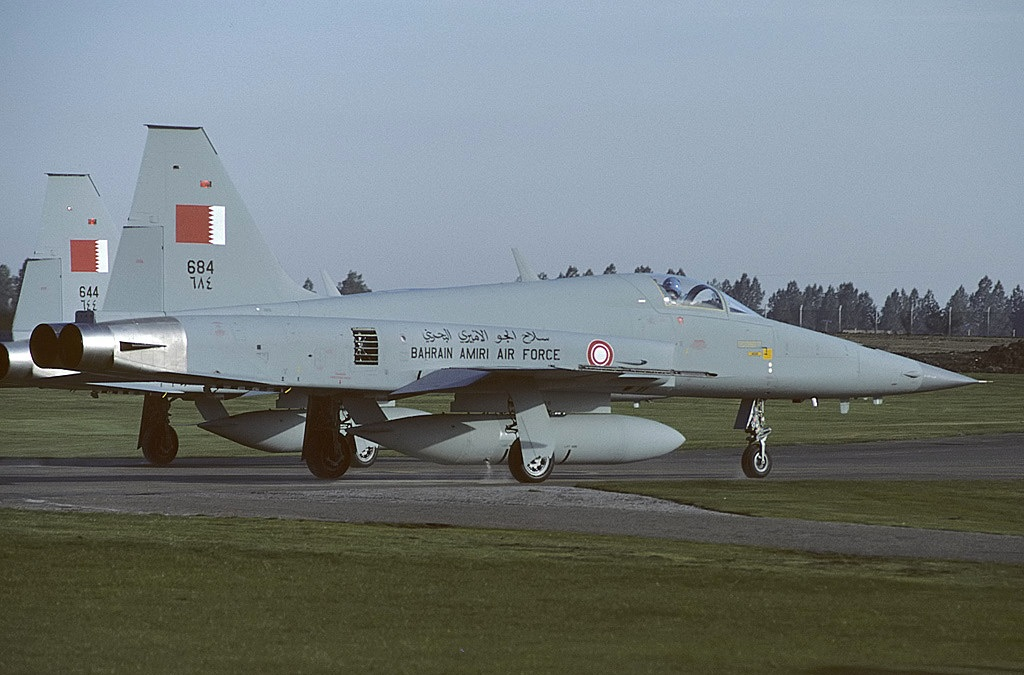
F-5E戦闘機

バーレーン空軍は1,500人の人員を保有する。2個航空団隷下に9個飛行隊を編成している。
アメリカ製F-5E/FおよびF-16C/D戦闘機を主力に、AH-1E/F攻撃ヘリコプター、UH-60M汎用ヘリコプターなどのヘリコプター戦力も有している。

### バーレーン医療部隊
バーレーン医療部隊は800人の人員を保有する。バーレーン最大の病院の一つである国防軍病院を運営する。

### バーレーン親衛隊

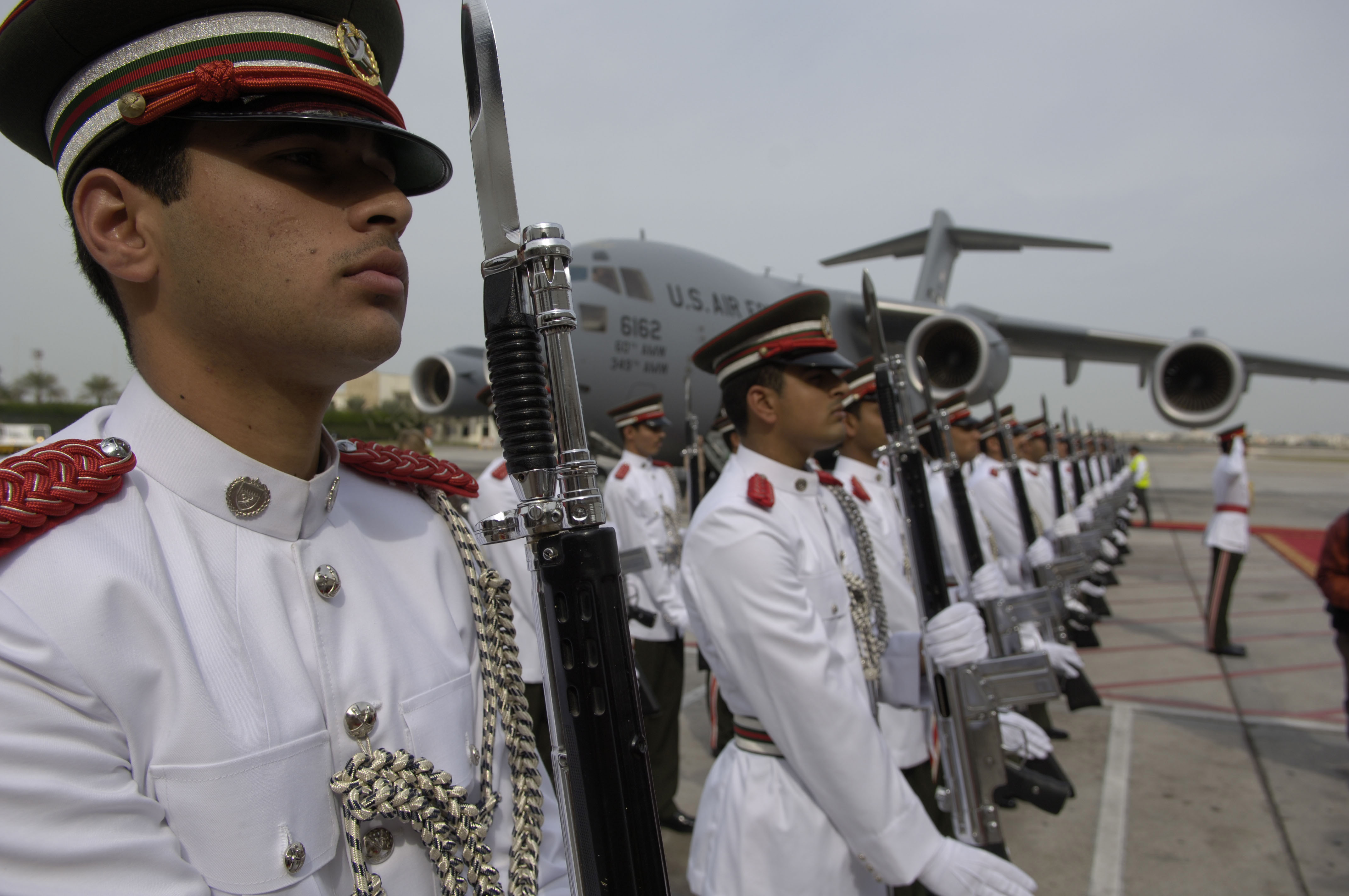
バーレーン親衛隊による儀仗

バーレーン親衛隊はバーレーン王室の警護を任務とし、ハマド国王の息子のナーセル・ビン・ハマド・アール・ハリーファ少将が司令官を務める。